# Stefano Carozzo
Stefano Carozzo (Savona, 1979. január 17. –) világbajnoki ezüstérmes, olimpiai bronzérmes olasz párbajtőrvívó.